# Синан-пашина џамија у Призрену
Синан-пашина џамија је исламски верски објекат у Призрену, подигнут 1615. године (1026. по исламском мерењу). Према одликама њене архитектуре, припада класичном османском стилу, иако је њена унутрашња структура нестандардна и ретка. Свој назив је добила по свом ктитору, Синан-паши, који је за њену изградњу искористио камен са задужбине цара Душана, манастира светих Архангела, који се налази недалеко од самог града, у клисури Призренске Бистрице. На њеном унутрашњем зиду се налази натпис Ђенет мисали, што у преводу значи слична рају.
Синан-пашина џамија се данас налази под заштитом Републике Србије као споменик културе од изузетног значаја.

## Изглед џамије
Унутрашњост џамије, над којом се уздиже купола пречника око 14,5 метара, је подељена на два дела:
- молитвени део
- део у коме се налази михраб

Њена унутрашњост је декорисана сликаним орнаментима у исламској традицији, чији се најстарији слој датира у 1628. годину и налази се у калоти куполе. На њеном северном крају се налази минарет полигоналне основе, док је трем, који је грађевина првобитно имала, касније порушен и није постојао, до почетка XXI века, када је обновљен.
За изградњу џамије, коришћени су правилно тесани камени блокови из Душанове задужбине, а њени некадашњи декоративни елементи, уочљиви су на богато декорисаном махвилу (у њеној унутрашњости), попут капитела некадашње царске гробнице.